# Берда (река)
Бе́рда — река в Запорожской области Украины. Берёт истоки в Приазовской возвышенности, протекает через Бильмакский и Бердянский районы Запорожской области, на небольшом участке пересекая Донецкую область, и впадает в Азовское море. В 1954 году на реке сооружено Бердянское водохранилище, являющееся основным источником водных ресурсов города Бердянска.

## Происхождение названия
По информации докторов филологических наук Ирины Крюковой и Василия Супруна, тот же корень, что и у реки Берда, имеют топонимы Бердичев, Берды, очевидно, образованные от бердо: «пропасть, обрыв». В названии реки предполагается также первичным значение «текущая среди обрывистых берегов». Предположения профессора Игоря Долгачева и других исследователей о тюркском происхождении названия не подтверждаются языковыми данными. Обе версии не учитывают данных итальянских портоланов XIV—XVII вв., на которых в этой местности изображается порт Cabardi. В результате усечения данного топонима и получился в конце концов позднейший гидроним Берда и ороним Бердинская коса (1777 г.). По названию реки Берды назван город Бердянск и Бердянская коса

## Описание
Длина реки — 125 км, площадь водосборного бассейна — 1760 км². Средняя ширина русла 6-10 м, в местах разливов — до 25 м. Средняя глубина реки 1,5 м. Скорость течения высокая и составляет 6-8 км/ч, что объясняется большим уклоном реки: 2,1 м/км. Основным источником питания реки являются талые и грунтовые воды. Подвержена половодьям, в том числе зимой при наступлении оттепелей. Сбросы воды, производимые многочисленными рыбными хозяйствами, также провоцируют разливы. В 1954 году на реке вблизи села Осипенко построено Бердянское водохранилище.
Бердянское водохранилище имеет ряд закрытых для свободного доступа участков в санитарной зоне. Остальная часть водохранилища является зоной туристического и курортного отдыха. Берега реки преимущественно представляют собой степи и обширные луга, с некоторым количеством искусственных лесных насаждений.
Исток реки находится неподалёку от села Вершина Вторая Бильмакского района Запорожской области на склонах Приазовской возвышенности на высоте 250 метров над уровнем моря возле кургана Могилы Кордонские. На реке в порядке от истока к устью расположены населённые пункты Смирново, Алексеевка, Титово, Белоцерковка, Луговое, Сачки, Захарьевка, Стародубовка, Николаевка, Осипенко, Старопетровка, Новопетровка. Левыми притоками являются реки Бельманка, Грузенька, Каратюк, Каратыш, правым притоком — река Берестовая.

## Природа
Объекты ПЗФ, созданные для охраны реки и её поймы, прилегающих территорий
- Ландшафтный заказник общегосударственного значения «Пойма реки Берда» — часть Приазовского национального природного парка, часть которого заповедная зона парка — пойма и устье реки в Бердянском районе и Бердянском горсовете
- Региональный ландшафтный парк «Половецкая степь» — часть национального природного парка Меотида — два участка: пойма Берды и междуречье Берды и её притока Каратюк, Мангушский район
- Энтомологический заказник «Волчья балка» — балка, впадающая в реку, Бердянский район
- Энтомологический заказник «Балка Засорина» — балка, впадающая в реку, Бердянский район
- Геологический памятник природы «Гранитные скалы» — скальный берег реки, Бердянский район
- Геологический памятник природы «Высокая скала над рекой Берда» — Бердянский район